# 47 Batalion Saperów (1939)
47 batalion saperów (47 bsap) – pododdział saperów Wojska Polskiego II RP z okresu kampanii wrześniowej.
Batalion nie występował w pokojowej organizacji wojska. 19 czerwca 1939 7 batalion saperów z Poznania sformował w alarmie 47 batalion saperów dla Armii Poznań.

## Struktura i obsada etatowa
Obsada personalna we wrześniu 1939:
Dowództwo batalionu
dowódca – kpt. Teofil Jaroszewski
zastępca dowódcy – por. Lucjan Medard Zawadzki
- 1 kompania saperów – por. Stanisław Wacław Urbański
- 2 kompania saperów – por. Zbigniew Wołosiewicz
- 3 zmotoryzowana kompania saperów – por. Władysław Marczański
- kolumna saperska – por. Władysław Józef Mruczyński
- dowódca plutonu – sierż. pchor. / ppor. sap. Mieczysław Pietrzak[3]